# Fylkir
Fylkir er en islandsk fodboldklub hjemmehørende i den østlige del af Reykjavik.
Klubben blev grundlagt den 28. maj 1967 og har vundet den islandske pokalturnering to gange, i 2001 og 2002.

## Resultater fra europæiske konkurrencer
Opdateret 25. juli 2013
| Konkurrence        | Kampe | V | U | T | M+ | M- |
| ------------------ | ----- | - | - | - | -- | -- |
| UEFA Cup           | 8     | 1 | 3 | 4 | 6  | 13 |
| UEFA Europa League | 2     | 0 | 0 | 2 | 1  | 6  |
| UEFA Intertoto Cup | 4     | 1 | 0 | 3 | 3  | 6  |
| TOTAL              | 14    | 2 | 3 | 9 | 10 | 25 |

### UEFA Cup
- 2001: Fylkir –  Pogoń Szczecin (2–1)
- 2001: Pogoń Szczecin – Fylkir (1–1)
- 2001:  Roda JC Kerkrade – Fylkir (3–0)
- 2001: Fylkir – Roda JC Kerkrade (1–3)
- 2002: Fylkir –  Royal Excelsior Mouscron (1–1)
- 2002: Royal Excelsior Mouscron – Fylkir (3–1)
- 2003:  AIK – Fylkir (1–0)
- 2003: Fylkir – AIK (0–0)

### Intertoto Cup
- 2004: Fylkir –  KAA Gent (0–1)
- 2004: KAA Gent – Fylkir (2–1)
- 2008:  FK Rīga – Fylkir (1–2)
- 2008: Fylkir – FK Rīga (0–2)

### Europa League
- 2010:  Torpedo-BelAZ Zhodino – Fylkir (3–0)
- 2010: Fylkir – Torpedo-BelAZ Zhodino (1–3)

## Danske spillere
- Christian Christiansen
- Peter Tranberg
- Peter Gravesen
- Mads Beierholm